# مکتب نانسی

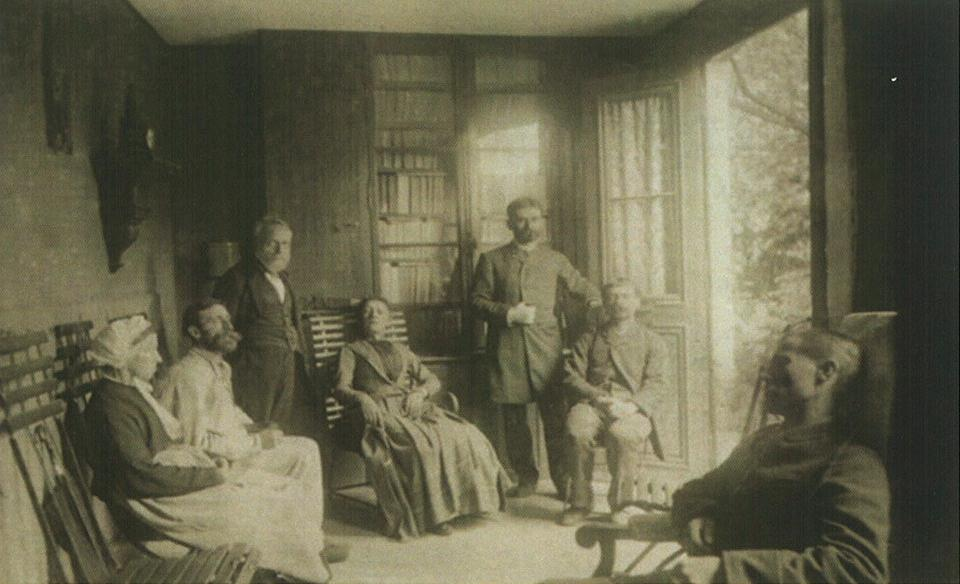
برنهایم در جمع مکتب

مکتبی است که در سال ۱۸۸۲ به وسیله برنهایم بنیان‌گذاری شد و این اعتقاد را رواج داد که هیپنوتیزم یک پدیدار طبیعی است که به‌وسیله تلقین تولید می‌شود.